# ハンス・フリードリヒ・ガイテル
ハンス・フリードリヒ・ガイテル（ドイツ語:Hans Friedrich Geitel、1855年7月16日 - 1923年8月15日）は、ドイツ連邦（現:ドイツ）ブラウンシュヴァイク出身の物理学者。
1893年に光電管を発明し、同国出身の物理学者ユリウス・エルスターと共にカリウム、ルビジウムの放射能の検討やアルカリ金属による光電効果（エルスター＝ガイテル効果 Elster-Geitel effect）の研究で名高い。

## 生涯
1855年7月16日、ドイツ連邦のブラウンシュヴァイクに林学者の父の元に生まれる。この頃から後に共同研究することになる同国出身の物理学者ユリウス・エルスターと知り合っており、一緒に学校へ通っていた。
ガイテルとエルスターは共にフンボルト大学ベルリン、ルプレヒト・カール大学ハイデルベルクで研究を行い、その後ガイテルはヴォルフェンビュッテルの学校で教師を務めていた。
1899年にゲオルク・アウグスト大学ゲッティンゲンから名誉博士号が授与され、1915年にはエルスターと共にブラウンシュヴァイク工科大学から名誉学位が授与された。
1923年8月15日、ヴォルフェンビュッテルで亡くなる。